# Gutenpaaren
Gutenpaaren ist ein Gemeindeteil von Zachow, einem Ortsteil der Stadt Ketzin/Havel im Landkreis Havelland in Brandenburg. Bis zur Eingemeindung nach Zachow im Juli 1950 war Gutenpaaren eine eigenständige Gemeinde.

## Lage
Gutenpaaren liegt im südlichen Havelland, etwa 6,5 Kilometer westlich von Ketzin und 16 Kilometer Luftlinie nordöstlich der Stadt Brandenburg an der Havel. Umliegende Ortschaften sind der Ortsteile Wachow und Niebede der Stadt Nauen im Norden, Zachow im Osten sowie die im Landkreis Potsdam-Mittelmark liegenden Dörfer Schmergow und Deetz in der Gemeinde Groß Kreutz (Havel) im Südosten und Süden, Roskow im Westen und Päwesin im Nordwesten.
Gutenpaaren liegt an der Landesstraße 92 nach Ketzin. Südlich des Dorfes liegt der Trebelsee, der an dieser Stelle von der Havel durchflossen wird. Gutenpaaren und der Nachbarort Zachow sind heute baulich miteinander verschmolzen.

## Geschichte und Etymologie

### 12. bis 14. Jahrhundert
Das Straßendorf Gutenpaaren wurde erstmals im Jahr 1170 unter dem Namen Parne urkundlich erwähnt. Damit ist Gutenpaaren eine der ältesten Siedlungen im Havelland. Der Ortsname stammt aus dem slawischen und beschreibt eine Siedlung in einer sumpfigen Gegend. Im Landbuch Karls IV. erscheint der Ort als Parne prope Brandeburg, Parne, Alden Parne sowie 1541 als zu Porne. 1624 wurde der Ort als Guten Parnimb und 1805 als Guten Paaren erwähnt. Der Namenszusatz Guten- bezieht sich auf eine gute Qualität des Bodens in der Umgebung des Ortes und dient der Unterscheidung zu dem Potsdamer Gemeindeteil Paaren, der als Quaden Parnimb, also als Schlechtenpaaren bezeichnet wurde.
Gutenpaaren entwickelte sich im Laufe der Zeit zu einem Gutsdorf. Im Jahr 1326 kam es in den Besitz des Domstiftes Brandenburg, wurde allerdings kurz darauf vor 1359 bis nach 1378 an die Familie Ronnebom aus Cölln verlehnt. Die neuen Besitzer ließen 1359 eine Dorfkirche errichten. Von dort kam es vor(?) 1378 bis nach 1418 an den Bürger Paaren aus Nauen. Es war im Jahr 1375 insgesamt 25 Hufen groß, davon besaß der Lehnschulze vier Hufen. Im Dorf gab es weiterhin 15 Kossätenhöfe, von denen drei wüst lagen und fünf dem Schulzen Abgaben leisten mussten. Ein Krug wurde ebenfalls benannt, dessen Krüger nach Belieben brauen durfte. Im Jahr 1451 ist eine Familie Czemen als Eigentümer überliefert, vor 1480 übernahmen die von Broesigke bis 1767 das Dorf.

### 15. und 16. Jahrhundert
Im Jahr 1450 lebten im Dorf 25 Hufner und vier Kossäten; es gab ein Wehr in der Havel. Diese wasserbauliche Einrichtung erschien auch 1480; außerdem wurde erneut von 25 Hufnern berichtet. Die Familie von Broesigke besaß vier Hufen. Darauf errichteten sie bis 1571 einen Rittersitz oder Wohnhof. Der Pfarrer aus Roskow bekam im Jahr 1541 den Zehnten von den Niewitzschen Hufen aus Paaren. In dieser Zeit wurde die Dorfkirche neu errichtet.

### 17. Jahrhundert
Im Jahr 1608 wurde bereits von zwei Rittersitzen der Familie berichtet. Im Jahr 1614 gab es eine Windmühle vor dem Dort, die von der Familie von Broesigke neu errichtet worden war. Eine Statistik aus dem Jahr 1624 führte auf: acht Hufner, sechs Kossäten, ein Pachtschäfer, einem Hirten, einen Laufschmied, zwei Paar Hausleute sowie die Schäferknechte. Die Gemarkung umfasste 21 ½ Hufen, davon besaßen die von Broesigke 7 ½ Hufen. Im Jahr 1641 war Gutenpaaren auf 29 Hufen angewachsen; 1663 besaßen zwei Familienzweige der von Broesigke 3 ¾ bzw. vier Ritterhufen.

### 18. Jahrhundert
Eine Statistik aus dem Jahr 1708 weist für Gutenpaaren aus: einen Schulzen mit fünf Hufen, drei Hufner mit je 3 ½ Hufen, einen Hufner mit 2 ¼ Hufen, zwei Hufner mit je 1 ¼ Hufen, einen Einhufner, einen Viertelhufner, sechs Kossäten, einen Laufschmied und einen Pachtschäfer. Die von Broesigke besaßen zu dieser Zeit einen der 1 ¼ Hufner, den Viertelhufner sowie den Pachtschäfer. Außerdem lebte im Dorf ein Kuhhirt mit seinem Vieh. Das Rittergut der von Broesigke erschien erneut im Jahr 1743. Auf deren Land wurde ein Wispel 8 Scheffel Weizen- und Roggensaat sowie 2 Wispel 16 Scheffel Gerstensaat ausgebracht. Die Wiesen ergaben 120 Fuder Heu; außerdem gab es eine Schäferei mit 200 Schafen. Die von Broesigke erzielten außerdem Einkünfte von einem Leineweber, von Hausleuten, von einem Schulmeister sowie von einem Schankkrug sowie aus ihrer Mühle. Ein weiteres Rittergut gehörte von den Katte. Im Jahr 1745 lebten im Dorf sieben Bauern und sechs Kossäten. Im Jahr 1767 wurde das Gut von Peter Graf von Golowkin gekauft; von 1791 bis 1799 war die Gräfin von Kameke, eine geborene Golofkin, Besitzerin des Dorfes. Von dort kam es für eine kurze Zeit von 1799 bis 1840 an die Familie von Empich. Eine Statistik von 1772 berichtete von einem Freisassen, vier Bauern, acht Kossäten und einem Büdner. Außerdem gab es einen Müller und eine Schmiede. Das Kirchenpatronat lag im 18. Jahrhundert beim Arzt und Schriftsteller Karl Gustav on Eckenbrecher, der einen Westturm an die Kirche anfügen ließ.

### 19. Jahrhundert
Eine Statistik aus dem Jahr 1800 führte auf: einen Lehnschulzen, vier Ganzbauern, drei Halbbauern, neun Ganzkossäten, acht Kötter und 20 Einlieger. Es gab außerdem fünf Schiffer, einen Fischer, eine Schmiede, eine Windmühle und einen Krug. Der Förster kümmerte sich um 115 Morgen (Mg) Holz. Das Dorf bestand aus 21 ½ Bauernhufen und acht Lehnhufen, auf denen 34 Feuerstellen (=Haushalte) betrieben wurden. Ab 1804 gehörte das Dorf der Familie von Eckenbrecher. Gutenpaaren gehörte seit jeher zum Königreich Preußen und lag früher im Havelländischen Kreis. Ab dem 1. April 1817 gehörte Gutenpaaren im neu gebildeten Landkreis Westhavelland des Regierungsbezirks Potsdam in der Provinz Brandenburg. Es bestand im Jahr 1840 aus dem Dorf und Rittergut, in dem insgesamt 31 Wohnhäuser standen. Laut der Topographisch-statistischen Übersicht des Regierungsbezirks Potsdam und der Stadt Berlin aus dem Jahr 1841 hatte Gutenpaaren in diesem Jahr 239 Einwohner und 31 Wohngebäude. Die Kirche ist eine Filialkirche der Dorfkirche Zachow. Ausweislich einer Statistik aus dem Jahr 1860 war das Dorf mit einem Abbau 1336 Mg groß: 27 Mg Gehöfte, 473 Mg Acker, 345 Mg Wiese, 491 Mg Weide. Das Rittergut umfasste 1948 Mg: 4 Mg Gehöfte, 5 Mg Gartenland, 847 Mg Acker, 537 Mg Wiese, 555 Mg Weide. Das Dorf umfasste vier öffentliche, 26 Wohn- und 52 Wirtschaftsgebäude (darunter eine Getreidemühle); das Gut umfasste sechs Wohn- und 14 Wirtschaftsgebäude. Im Jahr 1886 wurde Gutenpaaren an das Straßennetz angeschlossen. Im Jahr 1887 wurden die Dörfer Zachow und Gutenpaaren von einem Ziegeleibesitzer mit dem Namen Hornemann gekauft, dieser wollte damit die Ziegelerdevorkommen unter den Dörfern ausschöpfen.

### 20. und 21. Jahrhundert
Zur Jahrhundertwende war das Dorf 384 Hektar (ha), das Rittergut 508 ha groß. Im Dorf standen 38, im Rittergut acht Häuser. Das Rittergut und der Gutsbezirk wurden 1928 mit der Gemeinde Gutenpaaren vereinigt und war 1931 insgesamt 895 ha groß (bei 53 Wohnhäusern). Im Jahr 1939 gab es zwei land- und forstwirtschaftliche Betriebe mit über 100 ha. Weitere sechs Betriebe waren zwischen 20 und 100 ha, zwei zwischen 10 und 20 ha, drei zwischen 5 und 10 sowie 8 zwischen 0,5 und 5 ha groß.
Nach dem Zweiten Weltkrieg wurde Gutenpaaren Teil der Sowjetischen Besatzungszone und später der DDR. Am 1. Juli 1950 wurde Gutenpaaren in das benachbarte Zachow eingegliedert. Bei der im Juli 1952 in der DDR durchgeführten Gebietsreform wurde die Gemeinde Zachow mit dem Ortsteil Gutenpaaren dem Kreis Nauen im Bezirk Potsdam zugeordnet. Nach der Wende wurde der Kreis Nauen in Landkreis Nauen umbenannt und schließlich aufgelöst, bei der Kreisreform im Dezember 1993 wurde Gutenpaaren dem neuen Landkreis Havelland zugeordnet. Am 26. Oktober 2003 wurde Zachow nach Ketzin eingemeindet und Gutenpaaren ein Gemeindeteil von Ketzin.

## Denkmale

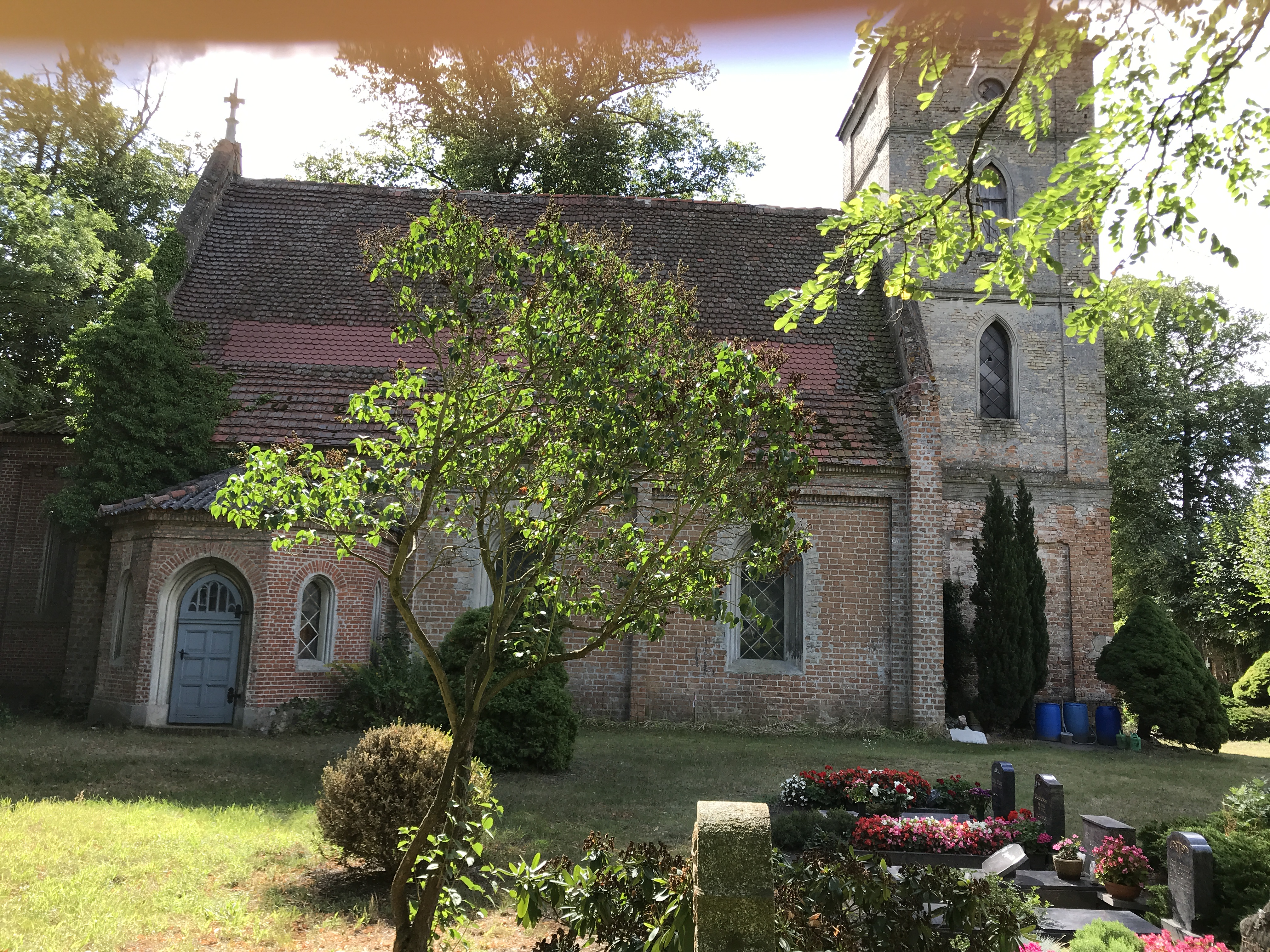
Dorfkirche Gutenpaaren

Für Gutenpaaren sind in der Denkmalliste des Landes Brandenburg vier Baudenkmale geführt:
- Die Dorfkirche Gutenpaaren wurde im 14. Jahrhundert als Saalkirche aus Backstein errichtet, der Bau wurde 1356 eingeweiht. Das Hauptgebäude verfügt über eine polygonale Apsis und einen quadratischen Westturm. Der Turm mit Schweifhaube wurde vermutlich im 18. Jahrhundert ergänzt, 1863 wurde die Kirche gotisiert. Im Inneren verfügt die Kirche über ein dreijochiges Kreuzrippengewölbe auf Backsteinkonsolen. Die Westempore wurde beim Umbau der Kirche 1863 hinzugefügt. Die Orgel stammt aus dem 18. Jahrhundert, eine der Kirchenglocken ist auf das Jahr 1511 datiert.[11]
- Das Herrenhaus Gutenpaaren in der Dorfstraße 27 wurde Anfang des 18. Jahrhunderts errichtet. Es handelt sich um ein zweigeschossiges verputztes Fachwerkhaus mit Walm- und Satteldach. 1746 und 1810 wurde das Gebäude erweitert.[12] Seit 2005 steht das Haus unter Denkmalschutz.
- Bei dem Gutshof Gutenpaaren in der Dorfstraße 22/23 handelt es sich um ein Wohngebäude mit zwei Stallungen. Es wurde um das Jahr 1800 von den damaligen Ortsbesitzern von Eckenbrecher errichtet. Der Gutshof ist zweigeschossig und in Ziegelbauweise errichtet. Seit 2005 steht das Haus unter Denkmalschutz, es ist jedoch in einem sehr schlechten Zustand.

## Bevölkerungsentwicklung
| Jahr | Einwohner | Jahr | Einwohner | Jahr | Einwohner |
| ---- | --------- | ---- | --------- | ---- | --------- |
| 1875 | 356       | 1925 | 324       | 1946 | 496       |
| 1890 | 305       | 1933 | 320       |      |           |
| 1910 | 384       | 1939 | 301       |      |           |

## Persönlichkeiten
- Johann August von Eckenbrecher (1743–1822), preußischer Generalmajor und ab 1804 Herr auf Gutenpaaren
- Carl von Schlicht (1833–1912), Landschaftsmaler, in Gutenpaaren geboren
- Walter Ruppin (1885–1945), Politiker (NSDAP) und Reichstagsabgeordneter, in Gutenpaaren geboren